# 瀛州之战
瀛州之战，是宋辽河北之战当中的一场遭遇战，也是关键一战。战役发生在北宋境内的瀛州，由于宋军主帅傅潜的懦弱无能，以及前线将领的沟通不畅，导致这场战役以宋军的失败而告终。

## 战役背景
这场战役的宋军主帥忠武軍節度使、镇，定，高阳关行营都部署傅潜在此之前曾被祠部郎中、河北转运使裴庄多次弹劾，声称傅潜毫无军事才能可言，恐怕会贻误战机，但是所有的弹劾奏章全部被枢密使、橫海軍節度使、检校太师王显压了下来。傅潜在定州屯兵，边境的要塞频频告急，但是傅潜胆小怕事，不敢出兵援救，只要有下属声称要出兵，就立刻恶言相向。辽军攻陷狼山寨之后，在北宋领土上驱赶宁边军，大肆抢掠，并且派出小股部队在邢州、洺州等地来回移动，当地百姓不堪惊扰纷纷涌向州城，镇州和定州之间的主要道路堵了一个多月。
朝廷多次派使者催促傅潜出兵，和其他宋军部队协同作战，傅潜的部下洛苑使、镇，定，高阳关排阵都监秦翰和河西軍節度使、侍衛親軍馬軍司都指揮使、定州行营都部署范廷召也多次催促傅潜，但是傅潜就是不予理睬。被激怒的范廷召气得大骂傅潜，傅潜于是分给了范廷召八千骑兵、两千步兵，让范廷召在高阳关展开反击，而且许诺予以支援。但由于种种原因，这套毫无意义的方案最终也没有实行。

## 战役准备

### 辽
辽军方面，依旧是之前攻陷了狼山寨的那批骑兵部队，由辽梁王耶律隆庆率领。

### 宋
宋军方面，除去范廷召所部之外，彰國軍節度使，高阳关都部署康保裔、衛州防禦使，高阳关行营副都部署李重贵、北作坊使，高阳关行营钤辖张凝等率部在高阳关驻扎。

## 战役经过
1000年正月，辽军抵达瀛州之后，范廷召率部从中山府（即定州）出发迎击，抵达之后，部队随即列成方阵。耶律隆庆询问部下有谁愿意做先锋，萧柳自告奋勇接下先锋位置，并嘱咐其余将领，称如果宋军阵型有所变化，就立刻全军冲锋。战斗中，宋军阵型稍有变化，立即被辽军抓住机会冲散了阵型。范廷召部大乱。
在此之前，范廷召曾经向高阳关求援，康保裔随即率部出发。当康保裔部抵达战场的时候，范廷召部已经被击溃，化整为零逃出战场，而康保裔完全没有察觉。第二天早晨，康保裔部已经被辽军包围，康保裔于是下令死战到底等待援军，但是援军迟迟不来，康保裔和部下宋顺一起被俘。不久后赶到的张凝和李重贵也被辽军包围了，在全力突围之后才得以逃脱。

## 战役影响
辽军在此役获胜之后，从德州、棣州渡过黄河，大掠淄州、齐州之后原路返回。
宋真宗在得知康保裔被俘虏之后，向西头供奉官、寄班祗候、駕前走马承受夏守赟询问了相关情况，得知康保裔必死之后，给康保裔的家人以抚恤，并授予康保裔的儿子康继英官位。
而严重贻误战机的傅潜和西上阁门使、镇，定，高阳关行营马步都钤辖张昭允一并被削去官爵，傅潜被流放到了房州，张昭允则流放到了通州。傅潜的儿子傅从政、傅从范也被削去官职，跟着他们的父亲一起被流放。而工部侍郎钱若水等人原本提议的是将傅潜等人处死，如今却仅仅是流放，使得朝野内外充斥着愤慨和惋惜。